# Золотуха (приток Вологды)
Золоту́ха (Со́дима) — река в Вологодской области России, правый приток Вологды, протекает по территории Вологодского района и в черте города Вологды. За пределами города называется Содема (Содима), в городе — Золотуха.
Длина реки — 15 км.

## Притоки
- Чернавка
- Копанка
- Охмыльцевский ручей

## История
Современный участок реки от церкви Николы на Глинках до места впадения в Вологду был прорыт к юго-востоку от Вологодского кремля пленными татарами, турками и литовцами по приказу Ивана Грозного в качестве рва.
Современное русло было построено в 1568 году: «Великий Государь Царь Иван Васильевич повелел копати Шограш, Содемку и Золотуху реки…».
Впервые название «Золотуха» в качестве водного потока в овраге встречается в исторических источниках в 1608 году в «Дневнике Марины Мнишек», составленном неизвестным поляком, содержавшемся в Вологде в числе других заложников. К 1716 году относится «Летописец Ивана Слободского», в котором впервые упоминается об искусственном происхождении реки Золотухи.
Этимология названия неизвестна. По одной из версий, оно связано с тем, что Золотуху копали пленные татары (золотоордынцы). По другой версии, работы были очень затратными. Кроме этого, в народе бытовала легенда о том, что в реке раньше «мыли» (добывали) золото.
Через Золотуху построено более десятка мостов, включая Веденеевский, Винтеровский, Мяснорядский, Каменный и Рыбнорядский. Реку пересекают улицы Вологды: Петина, Ярославская, Новгородская, Окружное шоссе. На протяжении 150 метров протекает в железобетонной трубе под парковкой ТЦ «Оазис» и улицей Мира. Река считается загрязненной, купаться в ней запрещено.

## Старое русло Содемы
По мнению историка Леонида Панова, изначально Содема впадала в Шограш, а изначальное устье реки находилось восточнее домика Петра Первого и первой городской больницы. Впоследствии старое русло пересохло и частично наполнялось водой лишь во время весеннего разлива. Ещё в 1970 году вдоль нынешней Козлёнской улицы (тогда Урицкого) проходила Андреевская канава, ассоциировавшееся со старым руслом Содемы. Ныне она забрана в трубы и используется в качестве ливневой канализации.
По предположениям историков, старое застойное русло могло стать одной из причин эпидемии 1571 года, ставшей, по одной из версий, причиной отъезда Ивана Грозного из Вологды.
По некоторым данным, участок старого русла Содемы был использован при сооружении рва вокруг Спасо-Духова монастыря.

## Данные водного реестра
По данным государственного водного реестра России относится к Двинско-Печорскому бассейновому округу. Водохозяйственный участок реки — Северная Двина от начала реки до впадения реки Вычегды, без рек Юг и Сухоны (от истока до Кубенского гидроузла). Речной подбассейн реки — Сухона. Речной бассейн реки — Северная Двина.
Код объекта в государственном водном реестре — 03020100312103000006578.